# Стационе ди Бовино (Фођа)
Стационе ди Бовино (итал. Stazione di Bovino) је насеље у Италији у округу Фођа, региону Апулија.
Према процени из 2011. у насељу је живело 19 становника. Насеље се налази на надморској висини од 260 м.